# Наука за ферментацията
Науката за ферментацията е приложна наука, която изучава биохимичния процес на ферментация и неговите практически приложения. Обичайните теми включват подбора на ферментиращи видове дрожди и бактерии и тяхното използване в пивоварството, производството на вино, ферментацията на мляко и приготвянето на други ферментирали храни.

## Ферментация
Ферментацията може просто да се дефинира, в този контекст, като превръщането на захарните молекули в етанол и въглероден диоксид от дрождите.
⁠⁠{\displaystyle \mathrm {C_{6}H_{12}O_{6}\rightarrow 2CO_{2}+2C_{2}H_{5}OH} } 
⁠
Практиките на ферментация са довели до откриването на изобилие от микробни и антимикробни култури върху ферментирали храни и продукти.

## История
Френският химик Луи Пастьор става първият „зимолог“, когато през 1857 г. свързва дрождите с ферментацията. Пастьор първоначално определя ферментацията като „дишане без въздух“.